# Strażnica WOP Jarnołtów

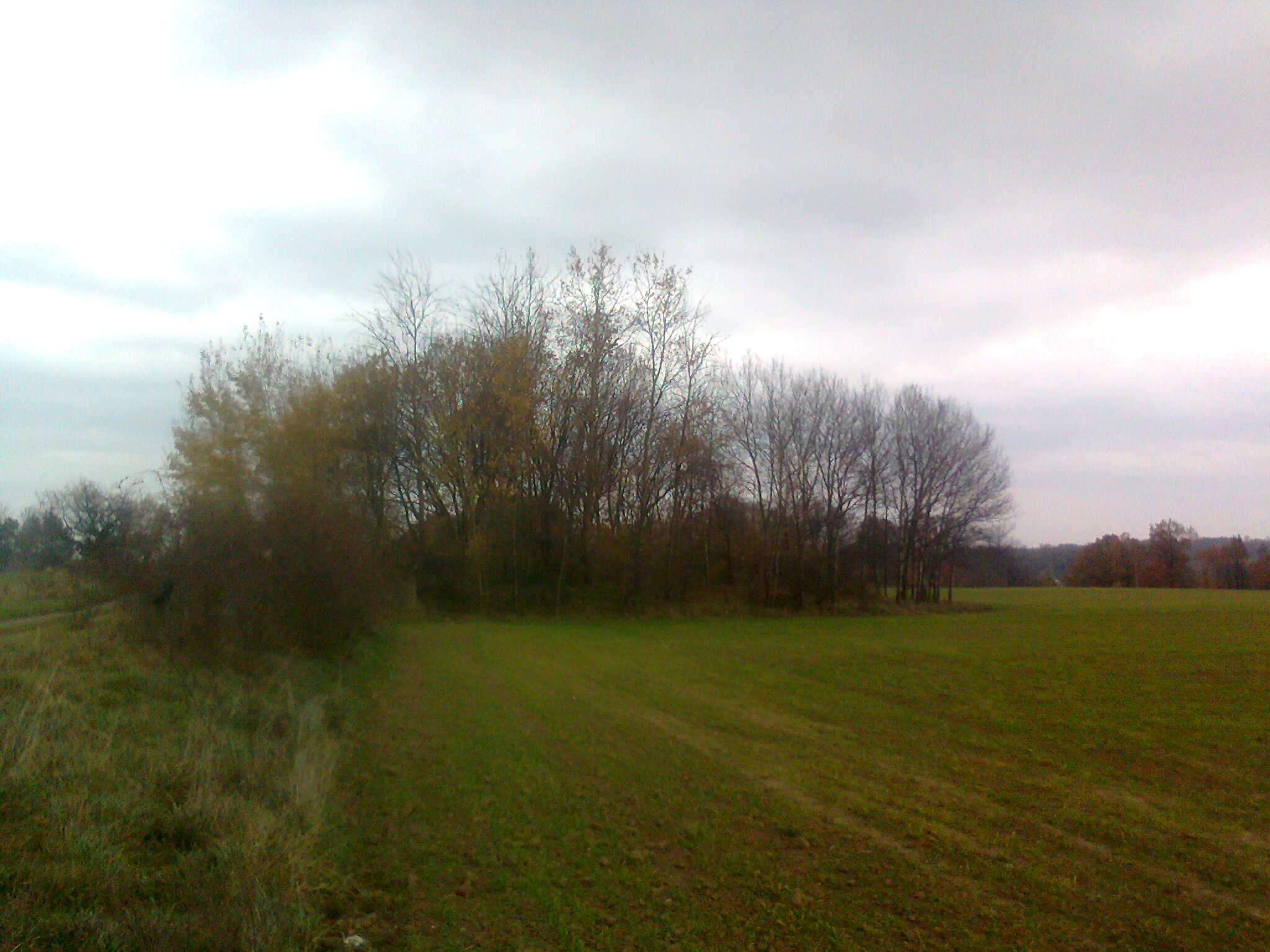
Miejsce gdzie była 226 strażnica WOP Warmałcice, gruzy przy drodze tzw. czereśniowej – widok od strony czeskiej (listopad 2014)

Strażnica Wojsk Ochrony Pogranicza Warmałcice/Jarnołtów – zlikwidowany podstawowy pododdział Wojsk Ochrony Pogranicza pełniący służbę graniczną na granicy polsko-czechosłowackiej.

## Formowanie i zmiany organizacyjne
Strażnica została sformowana w 1945 w strukturze 49 komendy odcinka Paczków jako 226 strażnica WOP (Warmałcice) o stanie 56 żołnierzy. Kierownictwo strażnicy stanowili: komendant strażnicy, zastępca komendanta do spraw polityczno-wychowawczych i zastępca do spraw zwiadu. Strażnica składała się z dwóch drużyn strzeleckich, drużyny fizylierów, drużyny łączności i gospodarczej. Etat przewidywał także instruktora do tresury psów służbowych oraz instruktora sanitarnego.
Na początku 1947, 226 strażnica WOP Warmałcice wystawiła placówkę w miejscowości Łąka.
W 2. połowie lat 40. 226 strażnica WOP Warmałcice została przeniesiona z miejscowości Warmałcice do miejscowości Jarnołtów.
W związku z reorganizacją oddziałów WOP, 24 kwietnia 1948 226 strażnica OP Jarnołtów została włączona w struktury 73 batalionu Ochrony Pogranicza, a 1 stycznia 1951 46 batalionu WOP w Paczkowie, który funkcjonował do 1956.
Od 15 marca 1954 wprowadzono nową numerację strażnic a strażnica WOP Jarnołtów otrzymała nr 235 w skali kraju.
W 1956 rozpoczęto numerowanie strażnic na poziomie brygady. Strażnica II kategorii Jarnołtów była 25 w 4 Brygadzie Wojsk Ochrony Pogranicza.
1 stycznia 1960 była jako 2 strażnica WOP IV kategorii Jarnołtów.
1 stycznia 1964 była jako 3 strażnica WOP lądowa IV kategorii Jarnołtów funkcjonowała w strukturach 45 batalionu WOP w Prudniku do rozformowania w 1975. Ochraniany przez strażnicę odcinek granicy państwowej, przejęły strażnice WOP: Gierałcice i Jasienica Górna.

## Ochrona granicy
W 1960 2 strażnica WOP Jarnołtów IV kategorii, ochraniała odcinek granicy państwowej o długości 10796 m.
- Włącznie znak graniczny nr 167/6, wyłącznie znak gran. nr 176/18.
- Współdziałała w zabezpieczeniu granicy państwowej z:
  - Strażnice WOP w: Gierałcicach i Jasienicy Górnej
- W ochronie granicy dowódcy strażnicy ściśle współpracowali ze swoimi odpowiednikami tj. naczelnikami placówek OSH (Ochrana Statnich Hranic) CSRS.

### Wydarzenia
- 1956 – koniec czerwca–początek lipca w okresie tzw. „Wypadków poznańskich”, przy linii granicznej i w strefie działania, odnajdywano pakunki zawierające ulotki z tzw. „bibułą”, przytwierdzone do balonów leżących na ziemi[11]. W związku z masowością zjawiska, żołnierze otrzymali zezwolenie na użycie broni, celem zestrzelenia nisko przelatujących balonów (nawet jeśli znajdowały się na terytorium czechosłowackim, ale w zasięgu ognia – to samo czynili pogranicznicy czechosłowaccy)[12].
- 1972 – 13 lipca szef strażnicy sierż. Jerzy O. jako dysponent samochodu służbowego STAR 29A, rozwożąc bieliznę z pralni Jednostki wojskowej 4884, do strażnic w miejscowości Biskupów, doszło do potrącenia pieszego, mieszkańca Prudnika. Poszkodowanego przewieziono do szpitala w Głuchołazach, w celu udzielenia pomocy lekarskiej[13].

## Strażnice sąsiednie
- 225 strażnica WOP Giersdorf ⇔ 227 strażnica WOP Jasienica Górna – 1946
- 225 strażnica OP Gierałcice ⇔ 227 strażnica OP Jasienica Górna – 1949
- 234 strażnica WOP Gierałcice ⇔ 236 strażnica WOP Jasienica Górna – 1954
- 24 strażnica WOP Gierałcice I kat. ⇔ 26 strażnica WOP Jasienica Górna II kat. – 1956
- 3 strażnica WOP Gierałcice III kat. ⇔ 1 strażnica WOP Jasienica Górna III kat. – 01.01.1960
- 4 strażnica WOP Gierałcice lądowa III kat. ⇔ 2 strażnica WOP Jasienica Górna lądowa IV kat. – 01.01.1964
- Strażnica WOP Gierałcice ⇔ Strażnica WOP Jasienica Górna – do 1975.

## Dowódcy strażnicy
- kpt. Jerzy Głuszczyński[14] (był w 1962)
- kpt. Mieczysław Pita (do 1969)[e]
- kpt. Jan Świerkowski (był w 1970–1975[15]) – do rozformowania.